# Плавт (член судебной коллегии)
(Се́ргий) Плавт (лат. (Sergius) Plautus; умер после 61 года до н. э.) — древнеримский государственный деятель периода кризиса Республики, член судебной коллегии (возможно, из сенаторского сословия), в мае 61 года до н. э. разбиравшей дело о святотатстве во время праздника Благой богини. Когномен «Плавт» (plautus) указывает на широкие, оттопыренные уши, которые носил, по-видимому, родоначальник данной ветви Сергиев.
Сенатор по имени Плавт, из Фалернской трибы, фигурирует в одном сенатском постановлении, датируемым 35 годом до н. э. По одной из версий, этот римлянин вполне мог принадлежать к Сергиям и может быть отождествлён с членом судебной коллегии 61 года, а также являться потомком городского претора Рима 200 года до н. э.